# Sabin Drăgoi
Sabin Vasile Drăgoi (ur. 6 czerwca 1894 w Seliște, zm. 31 grudnia 1968 w Bukareszcie) – rumuński kompozytor i etnomuzykolog.

## Życiorys

### Edukacja
W latach 1918–1919 studiował harmonię u Alexandra Zirry w konserwatorium w Jassach, a w latach 1919–1920 w konserwatorium w Klużu – teorię muzyki u Augustina Beny i kontrapunkt u Hermanna Klee. Następnie wyjechał do Pragi, gdzie w latach 1920–1922 studiował w tamtejszym konserwatorium u Vítězslava Nováka (kompozycję i orkiestrację), Otakara Ostrčila (dyrygenturę) i Jaroslava Krupki (historię muzyki)  .

### Działalność pedagogiczna
Po powrocie z Pragi przez 2 lata nauczał muzyki w Devie (1922–1924) . W 1924 otrzymał stanowisko wykładowcy harmonii w konserwatorium w Timișoarze, na którym pozostał do 1942, równocześnie pełniąc funkcję dyrektora tego konserwatorium (1925–1943)  . Był w tym czasie też dyrektorem opery rumuńskiej w Klużu (1940–1944) . Następnie nauczał harmonii i kompozycji w konserwatorium w Klużu (1943–1945)  . W latach 1949–1950 był rektorem Instytutu Sztuki w Timișoarze . Razem z George Breazulem napisał serię podręczników szkolnych, w których oparł edukację muzyczna na pieśniach ludowych . Sam zgromadził i opublikował pokaźną kolekcję tych pieśni .
W latach 1950–1964 Drăgoi był dyrektorem Instytutu Etnografii i Folkloru Akademii Rumuńskiej w Bukareszcie . Od 1953 był członkiem korespondentem tej Akademii, a w latach 1961–1968 – członkiem rady wykonawczej International Folk Music Council (IFMC) w Londynie  . Dwukrotnie pełnił też funkcję wiceprezesa Stowarzyszenia Kompozytorów Rumuńskich (1940–1945, 1952–1960) .

## Twórczość
Największą jego inspiracją twórczą była archaiczna postać rumuńskiej muzyki ludowej, obecna w kolędach, lamentach, balladach i pieśniach weselnych. Wykorzystywał także tańce ludowe w swoich utworach symfonicznych i fortepianowych . Jego kompozycje charakteryzował dźwięczny język tonalny oparty na modalnych skalach diatonicznych, charakterystyczny dla szkół narodowych Europy Wschodniej. Będąc mistrzem małej formy muzycznej, najczęściej nadawał swoim utworom rozszerzoną formę suity, czasem wzbogacając ją wariacjami. Jego opera Năpasta była znaczącym wkładem w tworzenie rumuńskiego repertuaru i stanowiła teoretyczne podwaliny muzyki rumuńskiej w okresie międzywojennym .

## Ważniejsze kompozycje
(na podstawie materiałów źródłowych  )
|  | - Năpasta, 1927/1958 - Constantin Brâncoveanu, 1929 - Kir lanulea, 1937 - Horia, 1945 - 3 tablouri simfonice, 1922 - Divertisment rustic, 1928 - koncert fortepianowy, 1941 - Rapsodia bănățeană „Dorică”, 1942 - Petrecere populară, 1950 - Concertino, 1953 - 7 dansuri populare, 1960 - Suita de la țară, 1961 - Suita lipovană, 1962 | - Suita de dansuri populare na fortepian, 1923 - 21 cîntece populare na fortepian, 1923 - 25 doine na fortepian, 1923 - Sonata na skrzypce i fortepian, 1949 - Dixtuor na instrumenty dęte, 1955 oraz ponad 30 miniatur fortepianowych z lat 1923–1968 - Mai multă lumină, kantata, 1951 - Povestea bradului, oratorium, 1952 - Cununa, kantata, 1959 oraz utwory chóralne i pieśni |